# Enzo Mari
Pour les articles homonymes, voir Mari.

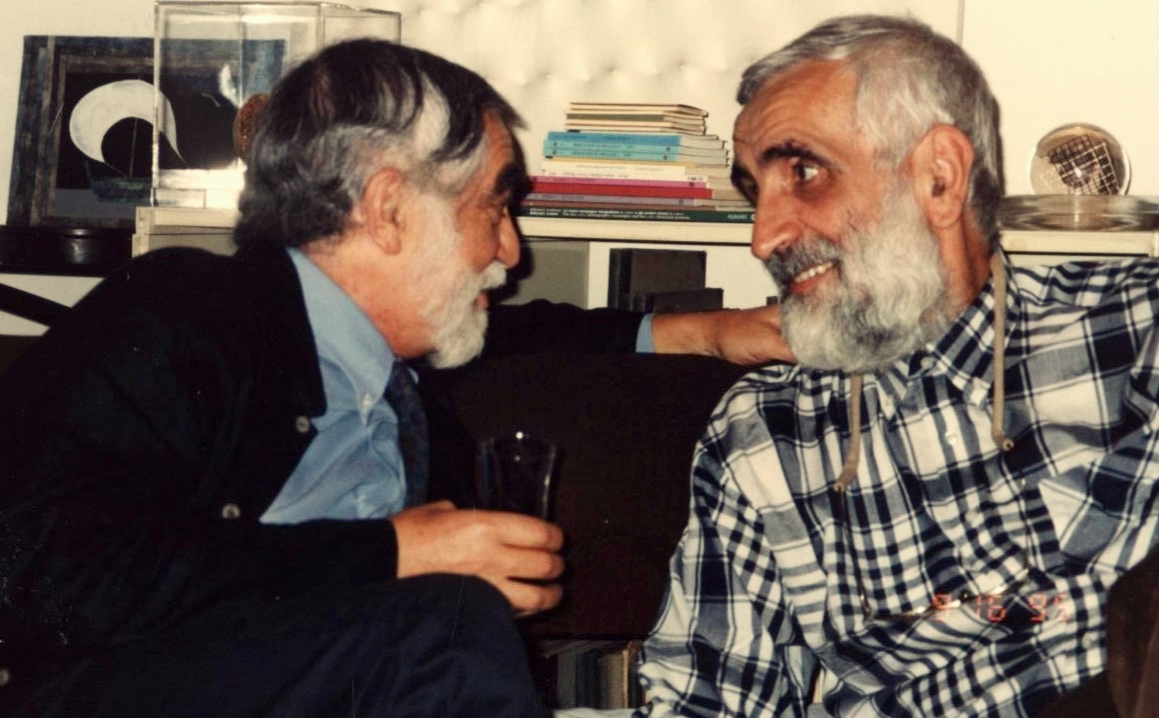
Les deux designers et Enzo Mari, en 1995.

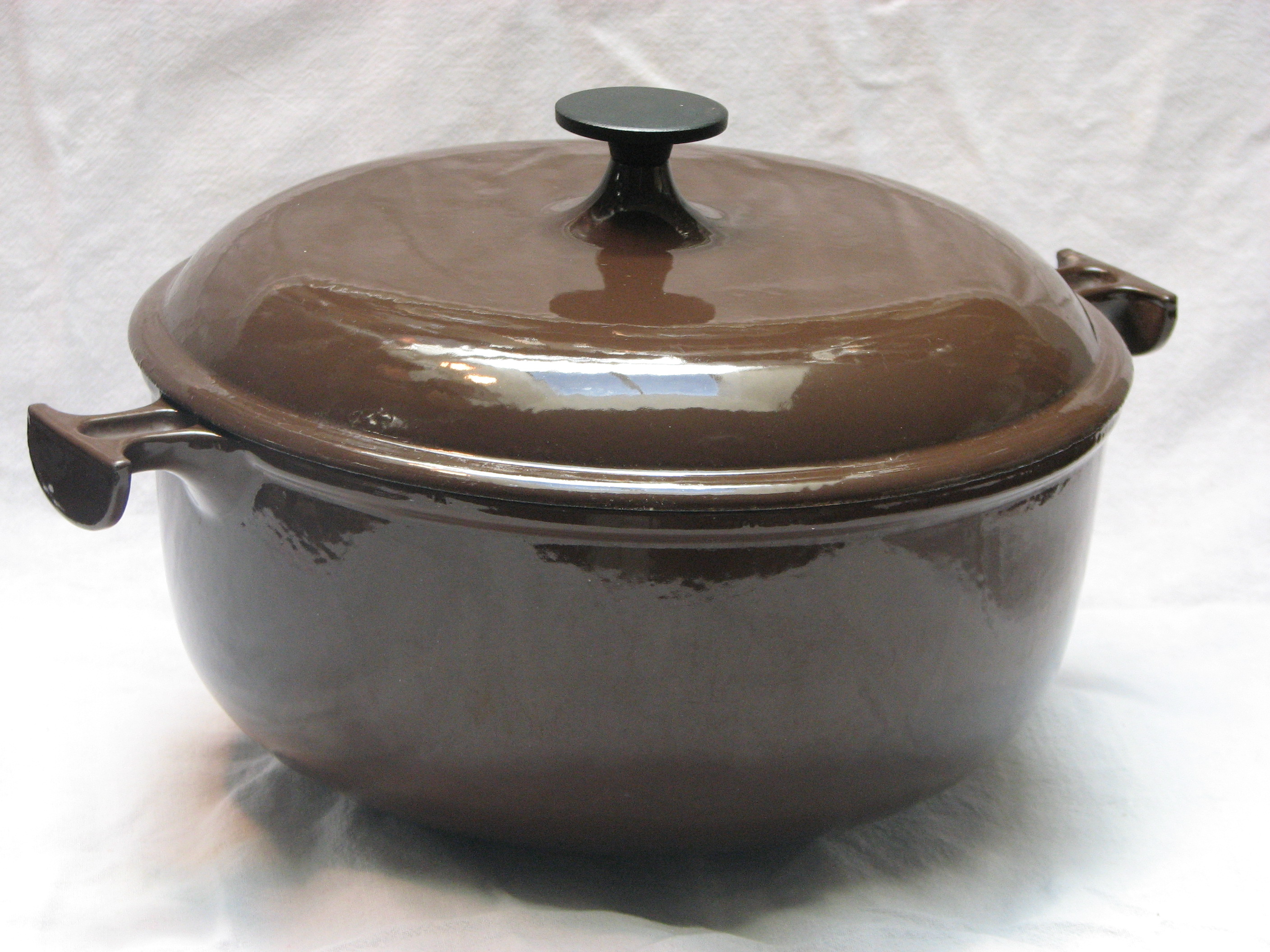
Une cocotte « Le Creuset », série dessinée par Enzo Mari.

Enzo Mari, né le 27 avril 1932 à Novare en Italie et mort le 19 octobre 2020 à Milan, est un designer, architecte et illustrateur italien.

## Biographie

### Enfance et études
Enzo Mari naît en 1932 à Novare, commune de la province de Novare. Sa mère Carolina est originaire du village de Cerano. Son père Luigi est originaire de Spinazzola dans les Pouilles, où son grand-père exerçait la profession de cordonnier.
Il étudie l'art et la littérature à l'Académie de Brera, à Milan, de 1952 à 1956, où il s'intéresse au design et à la psychologie de la vision. Il doit travailler pendant ses études, et se forge durant ces années une « vision des ouvriers comme une aristocratie des temps modernes ». Il défend par la suite que : « le projet intelligent, c'est travailler ensemble dans une usine, discuter des projets avec les ouvriers, comme des témoignages de la société : une langue commune des formes ! ».

### Carrière
Il rejoint la maison Danese à la fin de ses études, séduit par la proposition de l'entreprise récemment créée, consistant à « insuffler de l’art dans la vie de tous les jours ».
En 1955, il épouse Gabriella Ferrano (1931-2014), connue sous le nom Iela Mari, designer elle aussi. Ils ont deux enfants, Michele et Agostina. Ensemble, ils ont publié plusieurs classiques du livre pour enfants, tels La Pomme et le papillon et La Poule et l'œuf.
En 1972, il fait partie de l’exposition collective organisée au MoMA à New York, « Italy: the New Domestic Landscape. »
En 1974, au cours d'une exposition à la Galleria Milano, Enzo Mari provoque une révolution dans le domaine du design avec Proposta per un’autoprogettazione, un livre-manifeste du design anti-consumériste en do it yourself. Il y propose des plans de meubles fonctionnels et esthétiques à réaliser soi-même avec des matériaux simples : il postule qu'en deux jours, on peut meubler un appartement avec tables, chaises, bancs, armoires, bibliothèque, bureau et lits. Il estime « qu’en réalisant ces objets, les ébénistes amateurs prendront conscience de la pensée « cachée derrière » et s’affranchiront des diktats de la société de consommation ».
Enzo Mari est un partisan du travail manuel : « Je défends le travail fait à la main, pas dans l'artisanat forcément, aussi dans l'industrie. Il ne doit pas y avoir de séparation entre l'intelligence et la main, entre l'élaboration mentale et la technique. Même un avion est fait à la main ! ».
Il collabore avec plusieurs marques internationales, comme Magis, Thonet, Artémide et Muji.
Il se déclare lui-même ouvertement communiste, sans avoir jamais adhéré au Parti communiste italien.

### Postérité
Il meurt le 19 octobre 2020 à Milan, à l'âge de 88 ans. Sa femme Lea Vergine, historienne de l'art et commissaire d'exposition, meurt le lendemain. Il laisse derrière lui, après plus de cinquante ans de carrière, près de 2 000 objets.
Interrogé par le journal Libération, Enzo Mari définit ainsi le design : « C'est la réponse à nos besoins, mais quels besoins ? C'est ne pas être uniquement fonctionnel. C'est se rapprocher de l'art, mais sans l'imiter ».
Il reçoit à cinq reprises le prix Compasso d'Oro, la plus haute distinction du design italien.
En 2020, il fait l'objet d’une importante rétrospective dirigée par Hans-Ulrich Obrist à la Triennale de Milan.
En 2022, les Presses du réel font paraître la traduction en français de son autobiographie, 25 façons de planter un clou.

## Réception
Pour la designer Matali Crasset, « Il réinventait souvent son design et ses dessins dans d’autres matières, montrant que la forme, la matière ne sont pas tout mais que l’intention du projet reste première ».
Selon Alice Rawsthorn, autrice de Design As an Attitude, « Enzo Mari était un designer brillant, au sens conventionnel du terme, c’est-à-dire qu’il créait des objets formellement élégants et techniquement ingénieux qui remplissaient leur fonction avec efficacité tout en étant drôles, originaux et pleins d’esprit ». Elle ajoute : « Mais sa plus grande contribution au design a été sa détermination à en faire un champ politique, en y manifestant son anticonsumérisme, sa sensibilité aux droits des travailleurs et à l’environnement. Mari était un vrai personnage, véhément, sans compromis et souvent en proie à des accès de rage violente. Je l’ai entendu, un jour dans une conférence, accuser Rem Koolhaas, qui était dans la salle, de ne pas être un architecte mais "un décorateur de vitrines pornographique…" ».

## Distinction
- Docteur honoris causa en design industriel de l'École polytechnique de Milan (octobre 2002).
- Prix Compasso d'Oro (1967)
- Prix Compasso d'Oro (1979)
- Prix Compasso d'Oro (1987)
- Prix Compasso d'Oro (2001)
- Prix Compasso d'Oro (2011)